# 2019冠状病毒病马来西亚行动管制令
2020马来西亚行动管制令（英語：2020 Malaysia Movement Control Order，簡稱“MCO”，簡稱“PKP”；部分传媒译为“限制活动令”，简称“行管令”、“限行令”或“行动管制令”）指马来西亚联邦政府面对2019冠状病毒病（COVID-19）时的反应措施，从2020年3月16日起在全国实施了“限制活动”的防范措施，媒体通常将这一事件称为“鎖國”、“封国”或“封城”。之后马来西亚政府多次延长行动管制令，期间依疫情情况调整行动管制令的限制范围，例如有条件行动管制令（英語：Conditional Movement Control Order，簡稱“CMCO”，簡稱“PKPB”）及复原式行动管制令（英語：Recovery Movement Control Order，簡稱“RMCO”，簡稱“PKPP”）。
2021年6月15日起，马来西亚政府正式推动“国家复苏计划”（簡稱“PPN”）。该计划一共分为4个阶段，并将6月1日起施行的全面封锁（英語：total lockdown）纳入计划的第一阶段。各州属按照州内疫情情况从7月起陆续迈入国家复苏计划第二阶段。

## 进展表
2020年3月16日晚間10时，马来西亚时任首相慕尤丁通过电视直播，根据《1988年疾病控制法令》及《1967年警察法令》正式颁布该项行动管制令。
| 阶段                                                                          | 日期                                                                       |
| 行动管制令（PKP/MCO）（2020年3月18日至2020年5月3日）（为期47天）              | 行动管制令（PKP/MCO）（2020年3月18日至2020年5月3日）（为期47天）           |
| ----------------------------------------------------------------------------- | -------------------------------------------------------------------------- |
| 第一阶段                                                                      | 2020年3月18日至2020年3月31日                                               |
| 第二阶段                                                                      | 2020年4月1日至2020年4月14日                                                |
| 第三阶段                                                                      | 2020年4月15日至2020年4月28日                                               |
| 第四阶段                                                                      | 2020年4月29日至2020年5月3日                                                |
| 有条件行动管制令（PKPB/CMCO）（2020年5月4日至2020年6月9日）（为期37天）       |                                                                            |
| 第一阶段                                                                      | 2020年5月4日至2020年5月12日                                                |
| 第二阶段                                                                      | 2020年5月13日至2020年6月9日                                                |
| 复原式行动管制令 （PKPP/RMCO） （2020年6月10日至2021年3月31日）（为期295天）  |                                                                            |
| 第一阶段                                                                      | 2020年6月10日至2020年8月31日                                               |
| 第二阶段                                                                      | 2020年9月1日至2020年12月31日                                               |
| 第三阶段                                                                      | 2021年1月1日至2021年3月31日                                                |
| 各州分组行动管制令（2021年1月11日至2021年5月31日）（为期141天）               |                                                                            |
| 各州属依州内疫情情况在行动管制令、有条件行动管制令或复原式行动管制令间切换。  |                                                                            |
| （全面）行动管制令/全面封城（Total Lockdown）（2021年6月1日起）（目前1464天） |                                                                            |
| 国家复苏计划（PPN）（2021年6月15日起）（目前1450天）                          |                                                                            |
| 第一阶段                                                                      | 2021年6月1日至2021年10月1日                                                |
| 第二阶段                                                                      | 2021年7月5日起（吉兰丹、登嘉楼、霹雳、彭亨和玻璃市）                       |
| 第二阶段                                                                      | 2021年7月7日（槟城）                                                       |
| 第二阶段                                                                      | 2021年7月10日（沙巴）                                                      |
| 第二阶段                                                                      | 2021年7月14日（砂拉越）                                                    |
| 第二阶段                                                                      | 2021年8月26日（森美兰）                                                    |
| 第二阶段                                                                      | 2021年9月4日（马六甲）                                                     |
| 第二阶段                                                                      | 2021年9月10日（雪兰莪、吉隆坡和布城）                                      |
| 第二阶段                                                                      | 2021年9月24日（柔佛）                                                      |
| 第二阶段                                                                      | 2021年10月1日（吉打）                                                      |
| 第二阶段                                                                      | 实施日期：2021年7月5日至2021年10月18日，注：纳闽没有正式宣布进入第二阶段。 |
| 第三阶段                                                                      | 2021年8月4日起（玻璃市、砂拉越和纳闽）                                     |
| 第三阶段                                                                      | 2021年9月4日（森美兰）                                                     |
| 第三阶段                                                                      | 2021年9月17日（彭亨）                                                      |
| 第三阶段                                                                      | 2021年9月24日（登嘉楼）                                                    |
| 第三阶段                                                                      | 2021年10月1日（雪兰莪、吉隆坡、布城和马六甲）                              |
| 第三阶段                                                                      | 2021年10月8日（柔佛）                                                      |
| 第三阶段                                                                      | 2021年10月18日（吉兰丹、霹雳、槟城、沙巴和吉打）                           |
| 第四阶段                                                                      | 2021年8月26日起（纳闽）                                                    |
| 第四阶段                                                                      | 2021年9月24日（森美兰）                                                    |
| 第四阶段                                                                      | 2021年10月8日（彭亨）                                                      |
| 第四阶段                                                                      | 2021年10月18日（雪兰莪、吉隆坡、布城和马六甲）                             |
| 第四阶段                                                                      | 2021年10月25日（柔佛和登嘉楼）                                             |
| 第四阶段                                                                      | 2021年11月8日（沙巴、玻璃市、吉打、槟城和霹雳）                            |

| # | 内容 |
| - | --- |
| 1 | 国内所有行动和群聚皆禁止进行，包括宗教、体育、社交及文化活动；所有商店也必须关闭，除了超市、巴刹、杂货店和出售日常用品的便利店等除外。                                                                         |
| 2 | 禁止全国人民出国；刚从海外回国的人民，则需进行身体检查，并自行隔离长达14天。 |
| 3 | 所有外国游客和到访者都禁止入境我国。 |
| 4 | 关闭所有幼儿园、政府及私人学校，包括日间学校、寄宿学校、国际学校、宗教学校及其他中小学。 |
| 5 | 关闭全国所有公立、私立高等学府，包括技术培训学院。 |
| 6 | 关闭政府与私人界单位，除了提供各种重要服务的单位，包括水、电、能源、通讯、邮寄、交通、水域、石油、天然气、燃料、广播、金融、银行、卫生、药局、消拯局、监狱、港口、机场、安全、国防、清洁、杂货及食物供应单位。 |

## 历史

### 2020年
2020年3月18日起，马来西亚正式实施限制活动令（后称行动管制令）。任何人一旦违反该活动令的措施，可在《刑事法典》下受到各类处罚。
除前往砂拉越外，所有州际行程均需在控制期内获得警方的书面许可，且有正当理由。该项措施于2020年3月17日晚间宣布取消，但总检察署于隔天发布宪报，宣布全国各个州属、邦属和联邦直辖区为疫区，并禁止民众进行州际行程。
在马来西亚宣布“锁国”之前，全国超市便开始出現採購潮，各地的医用口罩供应也不足够的情况，使口罩價格暴涨。对此马来西亚首相在2020年3月16日的电视讲话中表示食物、日常用品和医疗保健（包括口罩）的供应将会足够。他也已指示马来西亚国内贸易及消费人事务部在封国期间不断监视食品供应状况和市场的日常需求。
2020年3月25日，宣佈第一次延長行动管制令至2020年4月14日。
2020年4月10日，宣布第二次延長行动管制令至2020年4月28日。
2020年4月23日，宣布第三次延長行动管制令至2020年5月12日。
2020年5月10日，宣布第四次延长行动管制令至2020年6月9日。
2020年6月7日，宣布第五次延长行动管制令至2020年8月31日。
2020年6月10日起，马来西亚全国实施“复原式行动管制令”。政府放松部分管制，不再限制民众跨州，并且允许民众国内旅游，商场、电影院、夜市与发廊服务等允许开放，只是要严格遵守卫生部拟定的防疫标准作业程序（SOP）的社交距离规定，违反防疫标准作业程序的最高罚款是1000令吉。
2020年8月28日，宣布第六次延长行动管制令至2020年12月31日结束。期间马来西亚中小学于11月9日起关闭学校至12月18日。

### 2021年
2021年1月1日，宣布第七次延长行动管制令至2021年3月31日。
2021年1月11日，随着疫情加剧，首相慕尤丁在傍晚6点宣布从1月13日起至26日再次在槟城、雪兰莪、马六甲、柔佛、沙巴和全部联邦直辖区实行行动管制令。其他地区则实行有条件行动管制令和复原式行动管制令。SPM和STPM考生还是要在1月20日之后，在遵守严格标准作业程序的情况下回校上课。只允许30%的管理层职员到办公室上班。只有5个基本关键领域被允许营运，非关键领域则居家工作。宗教场所出席人数限制在5人以内。
1月12日下午5点30分，国防部长依斯迈沙比里公布了这次行动管制令的更多细节。
1月15日时，国防部长伊斯迈沙比里宣布吉兰丹州和砂拉越诗巫三个县进入行动管制令，吉兰丹州持续至1月26日，而诗巫持续至1月29日。
1月18日，国防部长伊斯迈沙比里宣布森美兰州的芙蓉和波德申县落实行动管制令，从1月19日开始至2月1日。
1月19日，国防部长伊斯迈沙比里宣布半岛其余地区都进入行动管制令状态，有效期从1月22日至2月4日。全国仅剩砂拉越（除了诗巫三个县）维持复原式行动管制令。
1月21日，国防部长伊斯迈沙比里宣布，半岛所有地区和沙巴及纳闽的行动管制令都持续至2月4日。
2月2日，国防部长伊斯迈沙比里宣布，除了砂拉越地区继续实施有条件管制令之外，全国从2月5日起延长行动管制令至2月18日。
2月16日，国防部长伊斯迈沙比里宣布，雪兰莪、柔佛、槟城、吉隆坡联邦直辖区地区延长行动管制令至3月4日，并且撤除了10公里移动限制但仍不允许跨县。吉打、霹雳、森美兰、登嘉楼、吉兰丹、马六甲、彭亨、布城及纳闽联邦直辖区进入有条件式行动管令（CMCO）至3月4日。唯独玻璃市实施复苏式行动管制令（RMCO）。
从3月5日起，雪兰莪、柔佛、槟城和吉隆坡正式转为有条件行动管制令 (CMCO)，直到3月18日。吉打、吉兰丹、森美兰及霹雳也延续有条件行动管制令。砂拉越的有条件行动管制令也延长至3月15日。马六甲、彭亨、登嘉楼、沙巴、布城及纳闽则实施复原式行动管制令 (RMCO)。除了沙巴州以外，全国人民被允许跨县，但仍禁止跨州。
之后，在柔佛、吉隆坡、雪兰莪、吉兰丹和彭亨的有条件行动管制令延长至4月14日。沙巴、马六甲、森美兰、吉打、玻璃市、霹雳、登嘉楼、布城和纳闽继续实施复原式行动管制令。
到了3月12日，砂拉越州的有条件行动管制令延长至3月28日，之后再延长至4月12日。
4月14日，国防部长依斯迈沙比利表示，随着疫情加剧，吉兰丹州七个县在4月16至29日落实行动管制令 (MCO)。4月15日，国防部长再宣布，沙巴山打根将会从4月17日至30日实施行动管制令 (MCO)，斗湖的行动管制令 (MCO) 也延长至4月30日。4月21日，国防部长再宣布吉兰丹其余三个县由于病例激增，将从4月22日至29日实施行动管制令（MCO）。
4月27日，国防部长宣布，马来西亚各地区的各种行动管制令延长至5月17日。
4月30日，国防部长宣布吉打州5个县，即哥打士打县、瓜拉姆达县、万拉峇鲁县、华玲县和居林县从5月1日至14日进入行动管制令（MCO）状态。
5月4日，国防部长再宣布雪兰莪6个县，即乌鲁冷岳县、鹅唛县、八打灵县、巴生县、瓜拉冷岳县和雪邦县从5月6日至17日实行行动管制令（MCO）。
5月5日，国防部长再宣布在吉隆坡、柔佛州的三个县（新山县、古来县、哥打丁宜县）、霹雳州三个县一个副县（拉律县、马登县、司南马县和太平副县）以及登嘉楼的勿述县实行行动管制令（MCO），有效期为5月7日至20日。
5月8日，国防部长宣布槟城三县（东北县、威中县和威南县）三巫金、霹雳州三个副县（近打副县、高乌副县、柏鲁卡三万副县），以及彭亨关丹实行行动管制令，有效期为5月10日至23日。国防部长也下令从5月10日至6月6日所有地区的人都禁止跨县。
5月9日，国防部长再宣布，柔佛州居銮县从5月11日至24日落实行动管制令。
5月10日，首相慕尤丁通过文告宣布，全国进入行动管制令（MCO）状态，有效期为5月12日至6月7日。从5月10日至6月6日，禁止一切社交、运动与教育活动。唯砂拉越州不跟随中央的脚步，继续实施有条件行动管制令。砂拉越在5月27日宣布，从5月29日至6月11日进入MCO 3.0状态。
5月28日，首相再宣布，基于疫情愈发严峻，马来西亚全国落实全面封锁（类似于2020年3月首次行动管制令），有效期为6月1日至14日。砂拉越州再次不跟随中央的脚步，而是实施较为宽松的MCO3.0。
6月11日，高级政务部长（国防部）拿督斯里依斯迈沙比里宣布，政府将从6月15日起至28日，延长全国封锁令多两周。
6月27日，首相宣布继续延长全面封锁，直到每日确诊病例降至低于四千宗、加護病房病床使用率低於75%及至少10%人口完成兩劑疫苗接種。
除了以上地区外，另有一些地区在这期间因为疫情较为严峻而实行了加强版行动管制令。
7月1日，政府宣布雪兰莪多个县和吉隆坡一些地区实施加强版行动管制令，有效期为7月3日至16日。

### 国家复苏计划
6月27日，马来西亚首相慕尤丁宣布将目前的“行动管制令”、“全国封锁”更名为“国家复苏计划”（簡稱“PPN”），并将划分为四个阶段。
7月3日，国防部长宣布半岛有5个州，即吉兰丹、登嘉楼、霹雳、彭亨和玻璃市已经达标，从7月5日开始提前局部解封，进入国家复苏计划第二阶段。
7月5日，国防部长宣布槟城已经达标，从7月7日开始进入国家复苏计划第二阶段。
7月12日，政府再宣布由于砂拉越已经达标，从7月14日开始进入国家复苏计划第二阶段。

## 2023年
由于马来西亚的新冠肺炎确诊人数逐渐回弹，另外也有许多人担心会恢复原有的管制令。而马来西亚衛生部也表示不会恢复原有的行动管制措施。